# Lacombe, Alberta

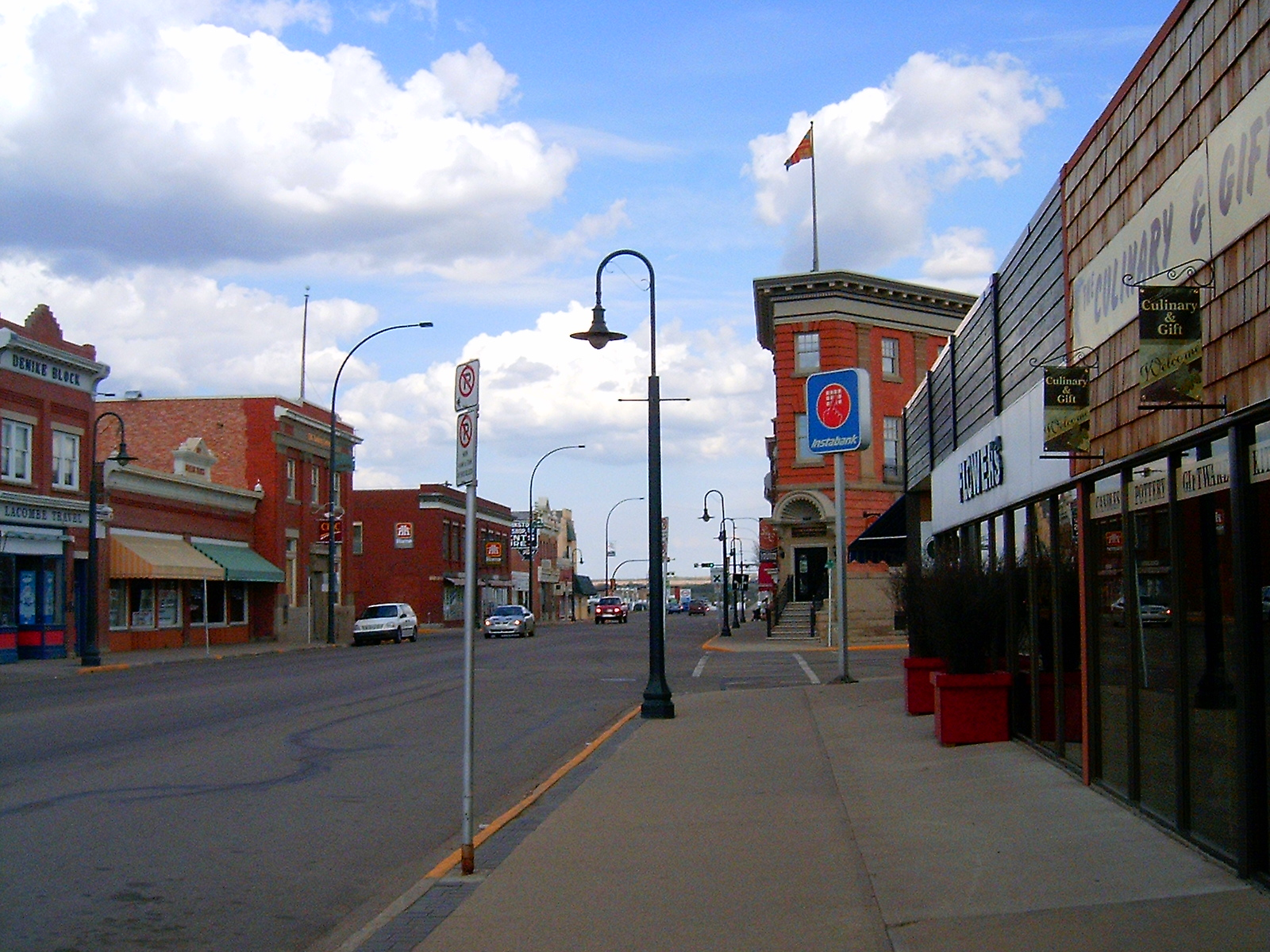
Lacombe, Alberta

Lacombe  este un oraș situat în Comitatul Lacombe, provincia Alberta din Canada. El este amplasat în regiunea centrală din Alberta între orașele  Edmonton și Red Deer. Orașul se află la altitudinea de 850 m deasupra n.m. ocupă o suprafață de 18,24 km² și avea în anul 2008, o populație de 10.742 locuitori. 

## Istoric
Orașul este denumit după preotul Albert Lacombe, care a fost misionar la triburile de amerindieni  Blackfoot și Cree. El a fost intermediar și împăciuitor între triburile de indigeni și societatea Canadian Pacific Railway, care a construit calea ferată ce traversa teritoriul amerindian. Michener House, este casa memorială în care a locuit  Roland Michener, unul dintre guvernatorii Canadei. Anna Maria Kaufmann a copilărit aici în Lacombe. 